# Инамов, Ислам
Ислам Инамов (узб. Islom Inomov; род. 30 мая 1984, Ангрен, Узбекская ССР) — узбекский футболист, защитник. Выступал за сборную Узбекистана.

## Клубная карьера
Начинал играть в футбол в родном городе, во взрослом футболе дебютировал в 16 лет в составе клуба «Семург» (Ангрен), игравшего тогда в высшей лиге Узбекистана. В середине 2001 года перешёл в «Бухару».
В 2004 году перешёл в сильнейший клуб в истории Узбекистана — ташкентский «Пахтакор», в этом сезоне клуб сделал золотой дубль — выиграл чемпионат и Кубок страны. Однако после успешного сезона Иномов покинул команду и провёл по полгода в «Навбахоре» и грузинском «Локомотиве» из Тбилиси. В 2006 году Ислам вернулся в «Пахтакор» и в его составе завоевал ещё два чемпионских титула и три Кубка Узбекистана. После сезона 2009 года окончательно покинул «Пахтакор».
В 2010 году играл за «Насаф», затем во второй раз в карьере уехал за границу — в китайский «Ляонин Хувин».
В 2011 году подписал контракт с «Бунёдкором», который успешно конкурировал с «Пахтакором» за звание сильнейшего клуба страны на рубеже 2000-х и 2010-х. В первом же сезоне Иномов завоевал в составе строителей чемпионский титул.
В 2012 году Иномов перешёл в амбициозный ташкентский «Локомотив», в его составе стал бронзовым призёром чемпионата 2012 года и серебряным — в 2013 году.
В 2014 году снова выступал за «Бунёдкор». С 2015 года в течение трёх лет играл за «Алмалык». В 2018 году выступал в первом дивизионе за «Сурхан».

## Карьера в сборной
Выступал за молодёжную сборную Узбекистана, в том числе в 2003 году провёл 2 матча в отборочном турнире молодёжного чемпионата мира.
В состав первой сборной Узбекистана Ислам Иномов впервые вызван тренером Равшаном Хайдаровым для участия в финальном турнире Кубка Азии-2004. Дебютировал в национальной команде 18 июля 2004 года в матче против Ирака (1:0). Иномов сыграл на турнире ещё два матча группового этапа — против Саудовской Аравии и Туркменистана, а в проигранном четвертьфинале с Бахрейном участия не принимал.
В 2007 году был включён в состав сборной на Кубок Азии-2007, принял участие во трёх матчах своей команды — играх группового турнира с Ираном и Малайзией и четвертьфинале против Саудовской Аравии.
Первый гол за сборную забил 28 октября 2007 года в матче отборочного турнира чемпионата мира против Тайваня.
Всего в 2004—2013 годах сыграл 35 матчей (1 гол), признаваемых ФИФА, а также 2 матча (1 гол), учитываемые только национальной федерацией футбола.

## Достижения
- Чемпион Узбекистана: 2004, 2006, 2007, 2011
- Обладатель Кубка Узбекистана: 2004, 2006, 2007, 2009